# Януш, Николай Николаевич
Никола́й Никола́евич Я́нуш (бел. Мікала́й Мікала́евіч Я́нуш; род. 9 сентября 1984, Микашевичи, Брестская область) — белорусский футболист и тренер.

## Карьера

### Клубная
Воспитанник микашевичской ДЮСШ. Первый тренер — В. К. Демидович. Профессиональную карьеру начал в составе «Гранита», потом защищал цвета брестского «Динамо» (2010-11).
В декабре 2011 года подписал контракт с солигорским «Шахтёром». Сначала выходил на замену, а позднее закрепился в стартовом составе на позиции центрального нападающего. В июне 2012 года получил травму, вернулся в сентябре и вновь стал выходить в основе.
В сезоне 2013, после ухода Дмитрия Комаровского, стал единоличным нападающим команды. В декабре продлил контракт с горняками. Превосходно провёл сезон 2014: с 15 голами стал лучшим бомбардиром Высшей лиги. Кроме того, 14 сентября 2014 года за пять минут оформил хет-трик в ворота минского «Динамо», после чего получил вызов в национальную команду, хотя на поле так и не появился. В декабре 2014 года продлил соглашение с солигорчанами. В сезоне 2015 оставался основным нападающим «Шахтёра». Чемпионат начал дублем в ворота «Слуцка», позднее отметился покером в ворота «Славии» (10 августа) и хет-триком в ворота «Нафтана» (31 октября). В результате вновь стал лучшим бомбардиром чемпионата с 15 голами. В ноябре решил остаться в Солигорске и на следующий сезон.
В сезоне 2016 забил 12 голов в чемпионате Беларуси, заняв третье место в списке бомбардиров после представителей борисовского БАТЭ Михаила Гордейчука и Виталия Родионова. С июля по сентябрь 2016 года почти не играл из-за травм. В декабре подписал новое соглашение с клубом. В первой половине сезона 2017 нередко выходил на замену, позднее играл на позиции атакующего полузащитника, где смог закрепиться в стартовом составе. В октябре стало известно, что Януш продлил контракт с солигорским клубом.
В начале 2018 года стало известно, что главный тренер «Шахтёра» Марек Зуб не рассчитывает на Януша в новом сезоне, и тот не полетел с командой на сбор в Турцию. В феврале 2018 года на правах аренды присоединился к гродненскому «Неману», где закрепился в стартовом составе на позиции атакующего полузащитника. В декабре вернулся в Солигорск.
В январе 2020 года перешёл в клуб «Ислочь». В январе 2021 года расстался с клубом и объявил о завершении карьеры игрока.

### В сборной
В октябре 2014 года впервые был вызван в национальную сборную Беларуси. Дебютировал 30 марта 2015 года в товарищеском матче со сборной Габона (0:0).

### Тренерская
В апреле 2021 года стало известно, что Януш присоединился к солигорскому «Партизану» в качестве играющего тренера. Позднее было решено, что он не будет выходить на поле, а сосредоточится на тренерской работе. По итогу сезона 2023 года вместе с клубом стал победителем Второй лиги.

## Достижения

### Командные
«Шахтёр» (Солигорск)
- Серебряный призёр чемпионата Беларуси (3): 2012, 2013, 2016
- Бронзовый призёр чемпионата Беларуси (4): 2014, 2015, 2017, 2019
- Обладатель Кубка Беларуси (2): 2013/14, 2018/19

### Личные
- Лучший бомбардир чемпионата Беларуси (2014[18], 2015)
- В списках 22 лучших футболистов чемпионата Беларуси (2010, 2014[19], 2015, 2016)
- Лучший нападающий чемпионата Беларуси (2015)

### Тренерские
«Партизан» (Солигорск)
- Победитель Второй лиги: 2023